# سكوت كير أندرسون
سكوت كير أندرسون هو رئيس تحرير صحيفة كندي، ولد في 31 ديسمبر 1963.